# 極道大戦争
『極道大戦争』（ごくどうだいせんそう）は、2015年6月20日に公開の日本映画。主演は市原隼人。監督は三池崇史。なお、監督の三池崇史は「サヨナラ、軟弱で退屈な日本映画。誰も望んではいませんが、勝手に初心に戻って大暴れです」と意気込んだ。日本映画の中では珍しく原作のないオリジナルストーリーになることが決定しており、脚本は三池組の山口義高が務める。
第68回カンヌ国際映画祭・監督週間に出品。
フランス・ドイツ・イタリア、オーストラリア・タイ・インドネシアなどの世界21か国でも公開予定。
邦画として初めてMX4Dで上映された作品でもある。

## キャスト
- 影山亜喜良：市原隼人[7]
- 阿南杏子：成海璃子[7]
- 狂犬：ヤヤン・ルヒアン[1]
- 神浦玄洋：リリー・フランキー[7]
- 法眼：でんでん[8]
- 膳場壮介：高島礼子[1]
- KAERUくん：三元雅芸[7]
- 安粕昭二：青柳翔[7]
- 荒鉄英明：渋川清彦[7]
- 優希美青[1]
- 羅漢幸雄：ピエール瀧[7]
- 三浦誠己
- 有薗芳記
- 中村靖日
- 渡辺哲
- テイ龍進
- 三津谷葉子
- 古川奈苗

## スタッフ
- 監督 - 三池崇史
- 脚本 - 山口義高
- 撮影 - 神田創
- 照明 - 渡部嘉
- 録音 - 中村淳
- 編集 - 山下健治
- 美術 - 坂本朗
- 装飾 - 谷田サチヲ
- 音楽 - 遠藤浩二
- 音響効果 - 柴崎憲治
- VFXスーパーバイザー - 太田垣香織
- 製作総指揮 - 佐藤直樹
- 制作協力 - 日活調布撮影所、ジャンゴフィルム
- 企画・配給・宣伝 - 日活
- 制作プロダクション - OLM
- 製作 - 「極道大戦争」製作委員会（日活、ハピネット、ギャンビット、OLM）

## 受賞
- 第6回オアハカ映画祭（2015年）・最優秀監督賞 - 三池崇史[9]

## 関連作品

### スピンオフ作品
極道酒場でんでん〜極道大戦争外伝〜（2015年5月30日、GYAO!）（2015年6月5日、CS衛星放送 映画・チャンネルNECO）
- でんでんが演じる居酒屋の大将・法眼をデフォルメした「でんでん虫」が主人公のスピンオフ・アニメーション作品（全3話）。
- ディー・エル・イーが制作、主人公の声はでんでんが自ら担当。主題歌はグループ魂の「でんでん」。